# Helianthemum ovatum
Helianthemum ovatum är en solvändeväxtart som först beskrevs av Domenico Viviani, och fick sitt nu gällande namn av Michel Félix Dunal. Helianthemum ovatum ingår i släktet solvändor, och familjen solvändeväxter. Inga underarter finns listade i Catalogue of Life.